# Neoregelia
Neoregelia là một chi thực vật có hoa trong họ Bromeliaceae.

## Hình ảnh

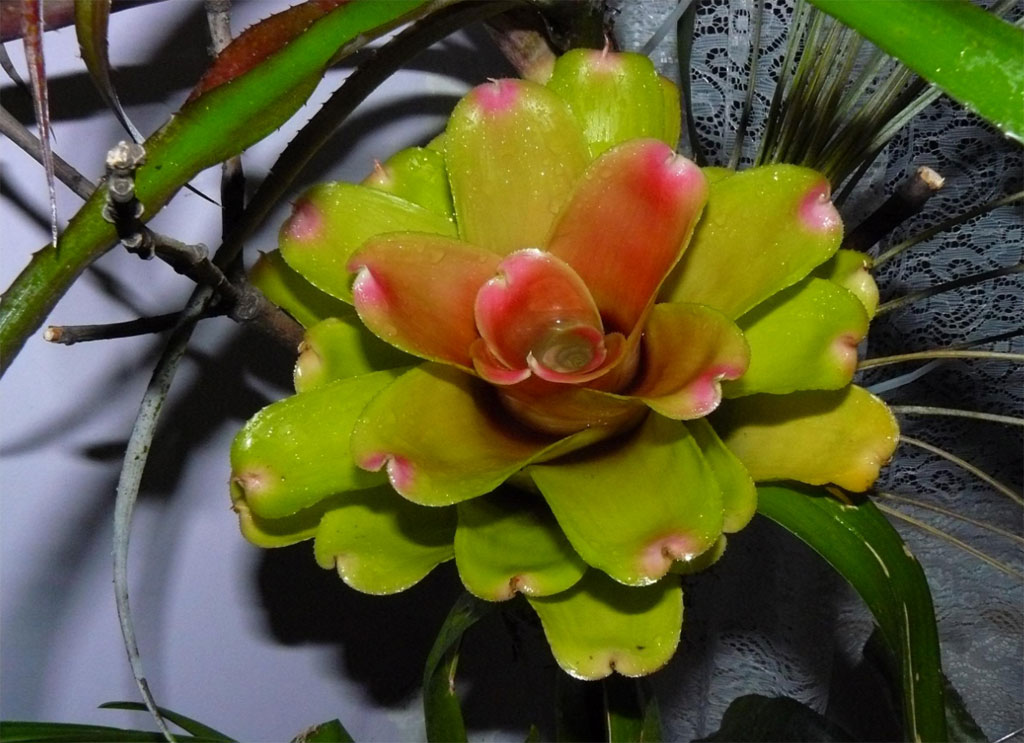
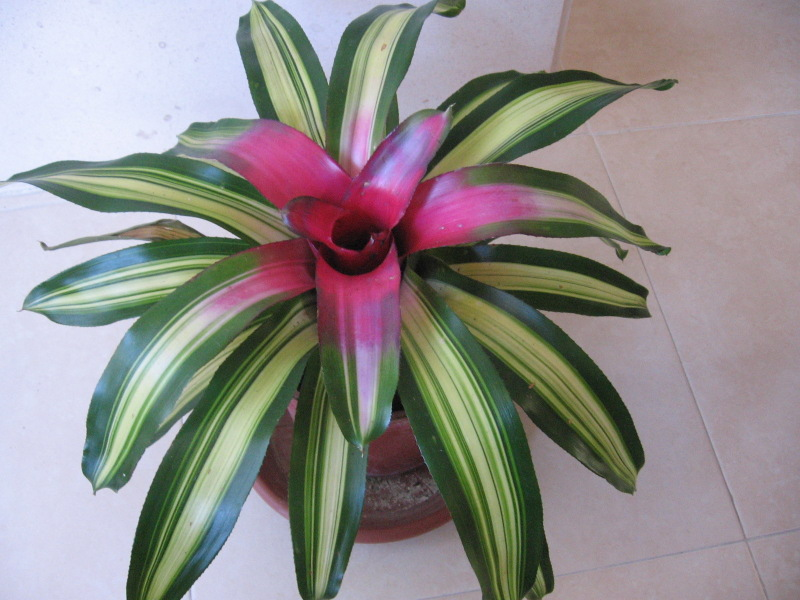
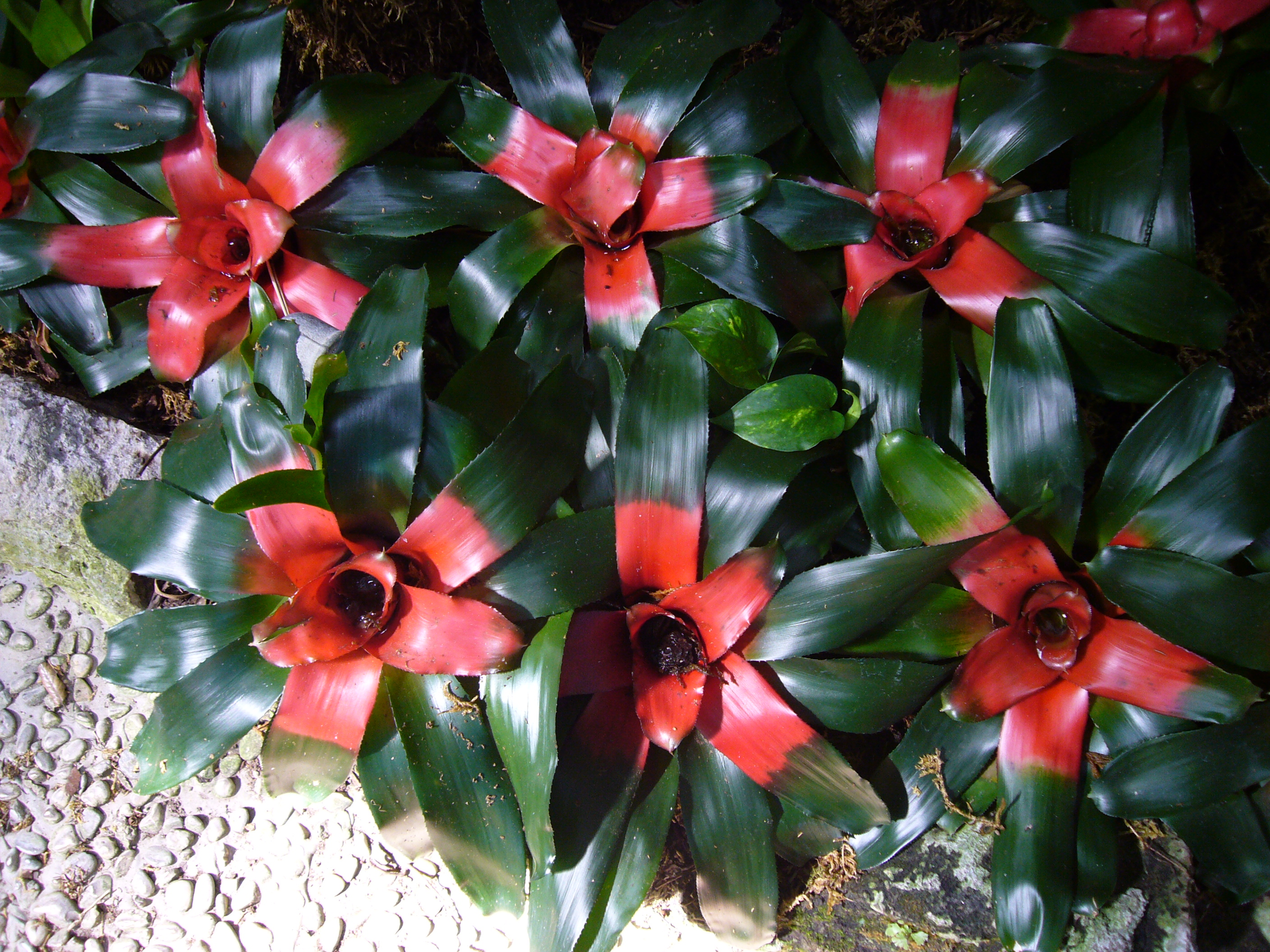
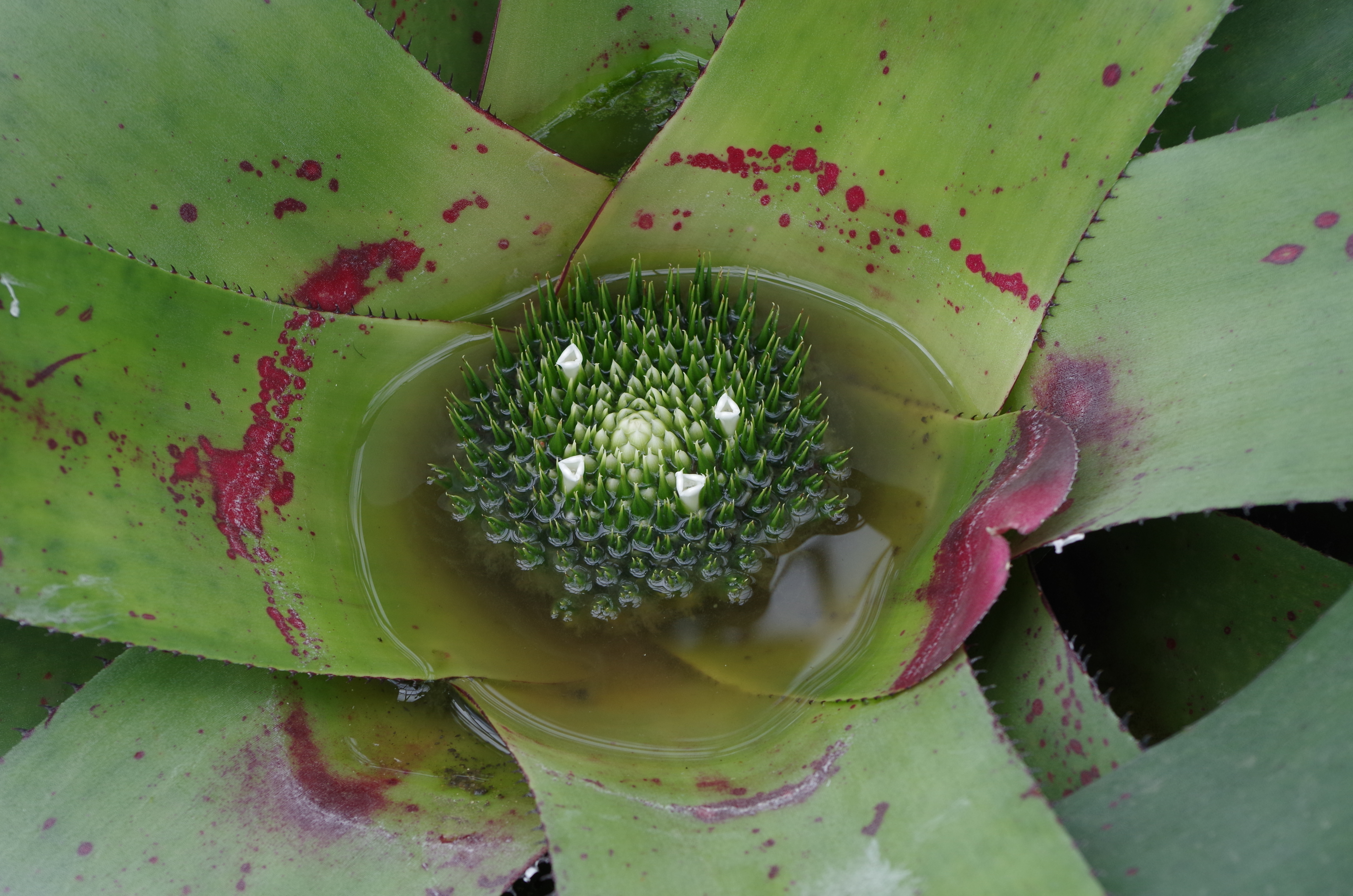
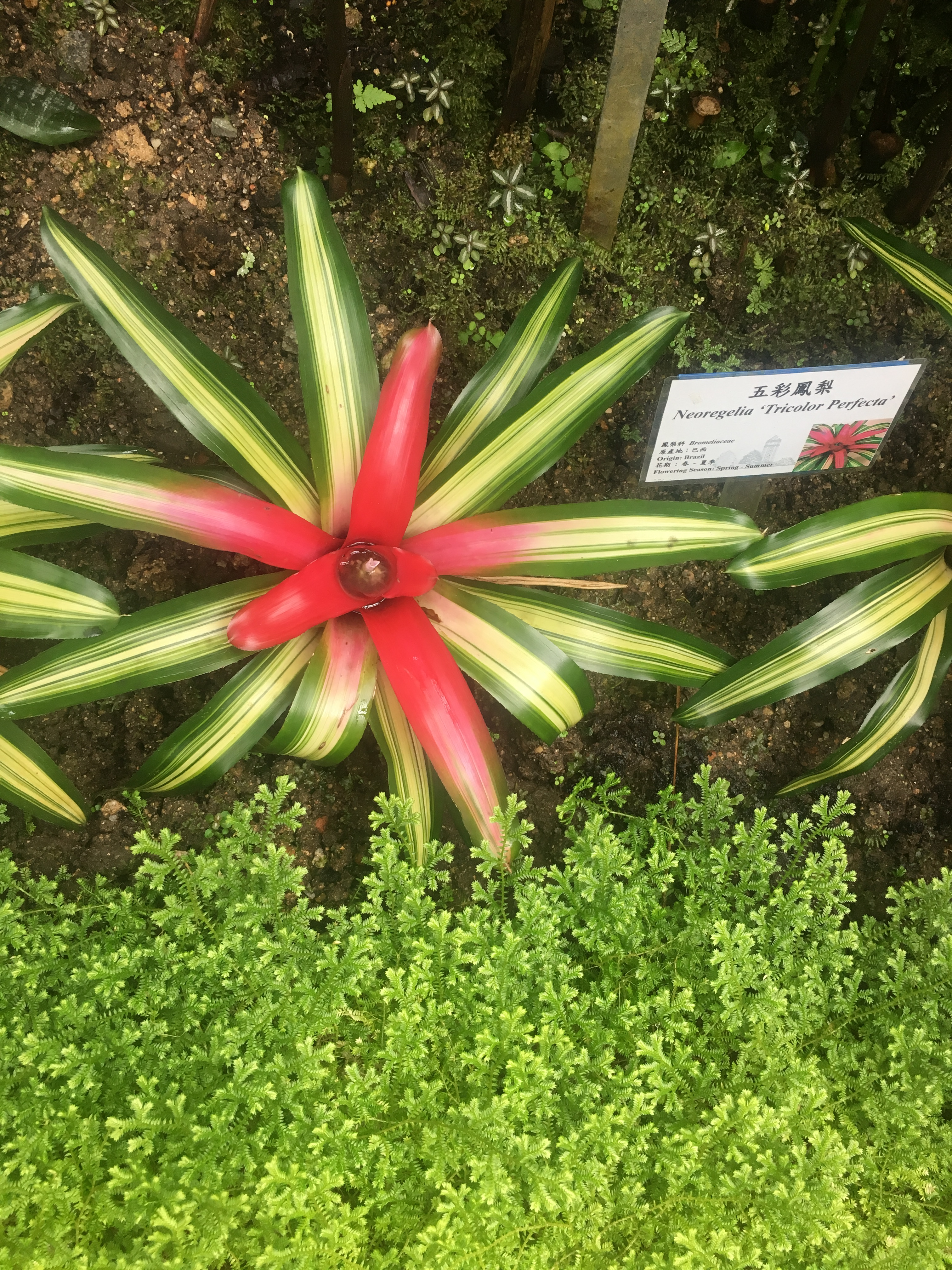